# Ekkehard Göpelt
Ekkehard "Ekki" Göpelt, né le 1er janvier 1945 à Nerchau et mort le 25 février 2016 à Berlin, est un chanteur et animateur de radio et de télévision allemand.

## Biographie
En RDA, il travaille comme professeur d'allemand et de musique. Il apparaît pour la première fois à la télévision en 1969 dans l'émission Herzklopfen kostenlos présentée par Heinz Quermann.
Dans les années 1970, il enregistre des titres pour la radio. Son premier album Ich bleib am Ball sort en 1988 chez Amiga. Sur ORB puis RBB, il présente l'émission Glückwunschantenne. Pendant 14 ans, il anime Sonntagsvergnügen sur Antenne Brandenburg.
Le 1er septembre 2008, il donne le départ de Radio Paloma, où il présente Mehr Spaß bei der Arbeit du lundi au vendredi et Mehr Spaß am Wochenende le samedi. Il fait également des tournées avec Michael Niekammer. Il est parodié par Oliver Kalkofe. Dernièrement il travaille pour Radio B2.

## Discographie
Albums
- Ich bleib am Ball (1988)
- Voll drauf (1992)
- Zeit zum Glücklichsein (1994)
- Ich liebe das Leben (1995)
- Vielen Dank (2000)
- Mein Leben für den Schlager (4-er CD-Kollektion; 2007)
- Fühl dich wohl in deinem Leben (2010)
- Ich bin so froh, wenn es dir gut geht (2012)

## Source de la traduction
- (de) Cet article est partiellement ou en totalité issu de l’article de Wikipédia en allemand intitulé « Ekkehard Göpelt » (voir la liste des auteurs).